# Гора Услань
Гора Услань — деревня в Щёкинском районе Тульской области в составе Ломинцевского сельского поселения.

## География
Находится в центральной части Тульской области на расстоянии приблизительно 9 км на восток-северо-восток по прямой от города Щёкино, административного центра района.

## История
- В 1926 году здесь было отмечено 32 двора[1].
- У деревни Гора Услань открыто одноимённое городище, заселённое с начала раннего железного века (VIII век до н. э.) по V—IV века до н. э., где были обнаружены скифские наконечники стрел[2].

## Население
Постоянное население составляло 164 человека в 1926 году, 31 (русские 90 %) в 2002 году, 19 в 2010 году.